# Paeonia emodi
Paeonia emodi (лат.) — вид двудольных растений рода Пион (Paeonia) монотипного семейства Пионовые (Paeoniaceae). Один из самых высоких видов травянистых пионов, и, хотя вид холодостойкий, предпочитает тёплый умеренный климат.

## Ботаническое описание
Вид — диплоидный нотовид с десятью хромосомами (2n=10), появился в результате гибридизации между видами P. lactiflora и P. mairei. Крупный вид многолетнего травянистого пиона с безволосыми стеблями высотой 60-150 см имеет крупные глубоко рассеченные листья длиной 30-60 см, с пятнадцатью безволосыми, ланцетными заостренными листочками или долями до 14 см. На стеблях может быть от двух до четырёх бутонов, не все из которых развиваются в цветки диаметром 8-12 см в мае или июне. Каждый цветок имеет от трёх до шести прицветников, похожих на листочки. В основном три стойких чашелистика приблизительно круглые и выпукло-вогнутые с заострённым кончиком. Пять-десять белых эллиптических лепестков перевернутой яйцевидной формы, 4½×2½ см, окружают множество тычинок, состоящих из нитей длиной 1½-2 см и увенчанных жёлтыми пыльниками. Имеется короткий кольцеобразный диск, который окружает самое основание только одного, иногда двух, бледно-жёлтых карпелей, в основном покрытых войлочными волосками. Развивается в густоволосистый или безволосый фолликул размером 2-3½ см, который содержит несколько округлых семян, сначала алых, но в августе или сентябре, если они фертильны, становятся коричневато-чёрными.

### Отличия от других видов
Вид очень похож на P. sterniana, имеет белые цветы с желтыми тычинками и сегментированные листочки. Однако P. emodi намного выше, до 1 м, имеет только один или редко два карпеля, развивающихся в цветке, которые мягко волосистые, имеет несколько цветков на стебле и десять-пятнадцать сегментов в каждом нижнем листе, в то время как у P. sterniana цветки одиночные, имеют два-четыре безволосых карпеля, а нижние листья состоят из двадцати-сорока сегментов и долей. Семена P. emodi созревают намного позже, чем у P. sterniana, которые созревают в августе.

## Таксономия
Paeonia emodi впервые упоминается в 1831 году в «Numerical List of dried specimens of plants in the East India Company’s Museum: collected under the superintendence of Dr. Wallich of the Company’s botanic garden at Calcutta». В 1834 году английский ботаник Джон Форбс Ройл подтвердил это название, опубликовав описание таксона. Эрнст Хут в 1891 году сократил таксон до P. anomala var. emodi. Джозеф Долтон Гукер и Томас Томсон выделили var. glabrata в издании 1875 года «Flora of British India», название, которое было сокращено до f. glabrata Хироси Хара в 1979 году. Последние авторы не признают этот таксон. Paeonia sterniana иногда рассматривается как подвид P. emodi.

## Этимология
Paeonia emodi получил название от латинского названия Гималаев, emodi montes, где он произрастает в западной части горного хребта.

## Распространение и среда обитания
Вид встречается от Афганистана и южного Тибета (округ Гьиронг) до западного Непала, произрастает на высоте 1800—2500 м в зарослях.. Встречается в лиственных лесах, чаще всего на склонах, обращенных к югу.

## Использование
Paeonia emodi используется в районах произрастания в традиционной медицине для лечения диареи, высокого кровяного давления, застойной сердечной недостаточности, астмы и артериосклероза. Части растения содержат такие химические соединения, как тритерпены, монотерпеновые глюкозиды и фенолы. Экстракт корня стабилизирует частоту сердечных сокращений, расслабляет дыхательные пути и снижает свертываемость крови. Паэонинол и паэонин С из плодов ингибируют липоксигеназу — фермент, который вырабатывает вещества, связанные с астмой, воспалением и ростом кровеносных сосудов в опухолях. Паэонинол и паэонин С активны как антиоксиданты. Исследования показали, что этаноловый экстракт P. emodi подавлял рост обыкновенной пижмы (50 % при 50 мкг/мл) и был умеренно эффективен в уничтожении некоторых насекомых. Не было продемонстрировано ингибирования роста бактерий и грибов, и не наблюдалось общей токсичности у рассольных креветок, что позволяет предположить, что он может быть безопасен для использования.

## Культивирование
Американский профессор химии и селекционер пионов Артур Перси Сондерс скрестил P. emodi и P. lactiflora, в результате получив «White Innocence» (1947), чрезвычайно высокий (до 1,5 м), обильно цветущий и хорошо известный сорт.